# Maison d'Albret
Pour les articles homonymes, voir Albret.
 (mars 2020).
Si vous disposez d'ouvrages ou d'articles de référence ou si vous connaissez des sites web de qualité traitant du thème abordé ici, merci de compléter l'article en donnant les références utiles à sa vérifiabilité et en les liant à la section « Notes et références ».
La maison d'Albret est une famille de la noblesse française. Elle a connu l'un des destins les plus brillants du royaume de France. En l'espace de quelques siècles, elle sut s'élever jusqu'à la souveraineté de Navarre, avant de s'éteindre à la fin du XVIe siècle dans la maison de Bourbon.

## Histoire

### Les origines

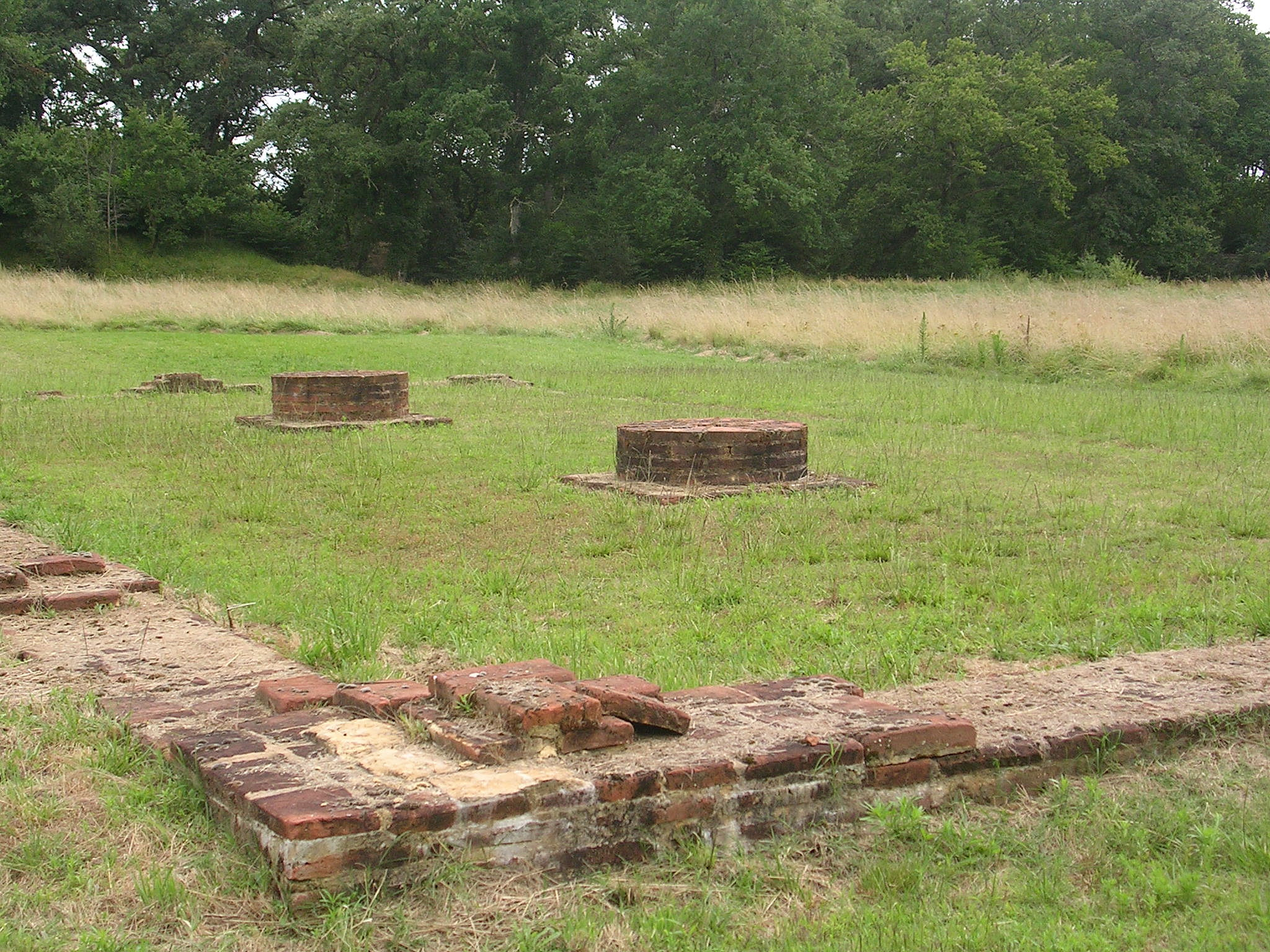
Vestiges du château de Labrit.

Le berceau de la famille d'Albret se situe à Labrit dans l'actuel département des Landes : Albret landais.
Les d'Albret étaient propriétaires d'une seigneurie constituée autour du château de Labrit, au cœur des Landes de Gascogne. Pour accroître leurs biens, ils font convoyer les caravanes qui traversent cette partie de la Gascogne, leur offrant les moyens de rassembler une armée de hors-la-loi grâce à laquelle ils étendent leur domaine vers l'océan Atlantique et la Garonne, qu’ils atteignent au milieu du XIIIe siècle.

### L'expansion territoriale

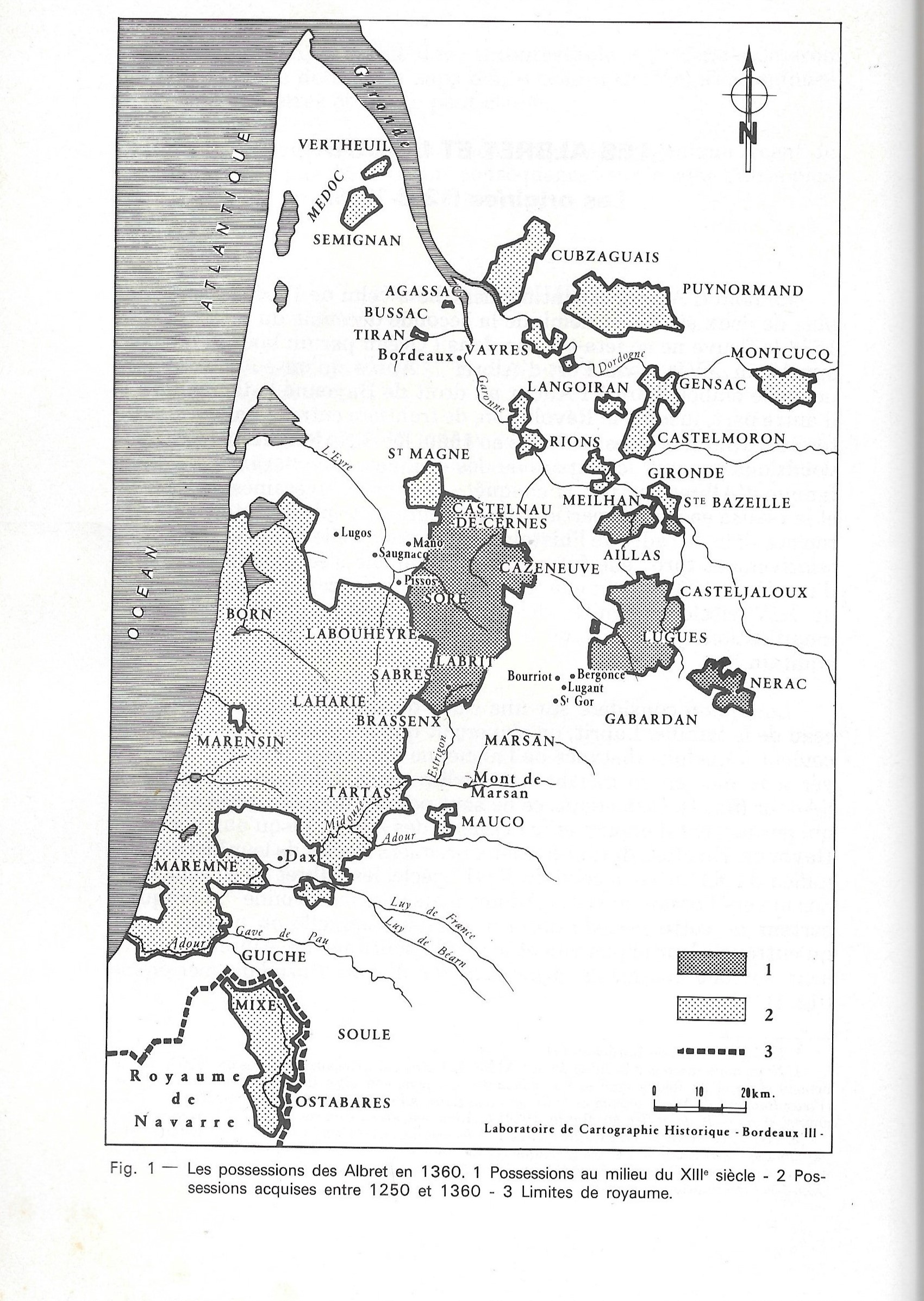
Possessions des Albret en Gascogne à la fin du XIVe siècle.

Les Albret participent à la guerre contre les Albigeois dans le midi de la France (1209-1229), et à la guerre de Cent Ans (1337-1453), où Arnaud-Amanieu d'Albret († 1401) se bat un temps pour les Anglais.
Chassant les dots, captant les héritages, achetant lorsqu'il le faut, jouant un jeu subtil et parfois dangereux dans le conflit qui oppose depuis la fin du XIIIe siècle le roi d'Angleterre, duc d'Aquitaine, au roi de France, en quelques décennies les d'Albret en viennent à compter parmi les plus puissants seigneurs du duché.
Fidèles à la cause anglaise tant qu’ils y trouvent un profit, ils se rapprochent finalement du roi de France Charles VI, qui confère à l’un d’eux, Charles Ier d'Albret, la dignité de connétable de France en 1402.
La maison d’Albret poursuit sa continuelle ascension, comblée des faveurs de Charles VI puis de Charles VII. L'apogée de leur ascension se situe aux XVe et XVIe siècles. Ils deviennent alors des familiers de la cour de France à travers leurs alliances. En 1470, ils héritent du comté de Périgord et de la vicomté de Limoges. Leur nouvelle puissance leur permet de revendiquer un temps l'héritage du duché de Bretagne.
Ils prennent possession du comté de Foix, finissent par se hisser en 1484 jusqu’au trône de Navarre grâce au mariage de Jean III d'Albret avec Catherine de Foix, reine de Navarre.
Ce nouveau territoire et diverses possessions (Béarn, Foix, Bigorre, Tartas, Castres, Dreux, etc.), leur donnent un rôle politique de premier plan durant la Renaissance. En 1556, le roi de France, Henri II, érige l'Albret en duché d'Albret-pairie de France en faveur du roi consort de Navarre, Antoine de Bourbon et de son épouse Jeanne d'Albret, reine de Navarre. Leur ambassadeur auprès de la cour pontificale, Pierre d'Albret, obtient d'être reçu par Pie IV avec le rang d'un ambassadeur royal en 1560, et provoque un incident diplomatique avec l'Espagne en réclamant la restitution de la Haute-Navarre.
En 1589, leur descendant le plus illustre, Henri de Navarre, dont la mère est Jeanne d'Albret, accède au trône de France.
Cependant, les d'Albret n'auront pas su se maintenir longtemps au sommet de la société d'ordres. Ils n'arrivent pas à conserver intact leur royaume de Navarre qui est envahi dès 1512. Ils ne gardent que la plus petite partie qui est celle qui se trouve du côté français des Pyrénées (Basse-Navarre) et Jeanne d'Albret est la dernière de leur nom à monter sur le trône.
Parmi les descendants notables figurent les rois de Navarre (région basque), les politiciens franco-mexicains, Gerardo Ruiz de Esparza et Luis Ruben Jr. (né Valadez) du mariage de Carlos Beaumont de Navarre, comte de Beaumont-le-Roger et Ana de Curton d’Albret, dame de Curton et Guiche.

Possessions de la maison d'Albret en 1477 :
— baronnie d'Albret
— royaume de Navarre (1484)
— vicomté de Limoges (1470)
— comté de Périgord (1470)

### Du trône de Navarre au trône de France et de Navarre
Les Albret montent sur le trône de Navarre durant trois générations et à la quatrième génération c'est le fils de Jeanne d'Albret qui monte sur le trône de France et de Navarre.
Souverains de Navarre issus de la maison d'Albret
- Jean III, roi consort de Navarre
- Henri II, roi de Navarre
- Jeanne III, reine de Navarre

Jean III et Catherine de Navarre meurent prématurément. Leur fils, Henri II, est élevé à la cour de France, il se lie d'amitié dès l'enfance avec François Ier. La sœur de ce dernier, Marguerite d’Angoulême, s’en éprend et l’épouse. Leur fille Jeanne d'Albret s’unit à Antoine de Bourbon, descendant d’un fils de Saint Louis. De ce mariage naît Henri, futur roi Henri IV de France et Henri III de Navarre, qui devient en 1572, grâce à son mariage avec Marguerite de Valois, le beau-frère des derniers Valois, Charles IX et Henri III, morts sans héritiers. Son statut d’aîné agnatique des capétiens lui permet de recueillir le trône de France à la mort de ces derniers.

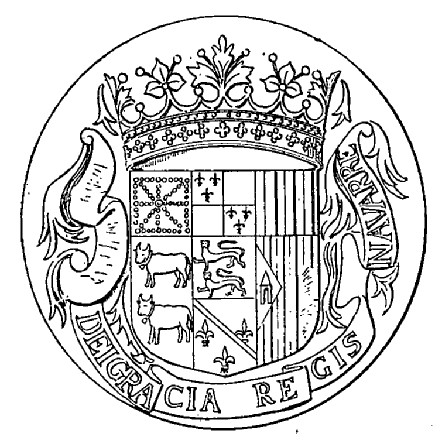
Sceau de Jean III, roi consort de Navarre.
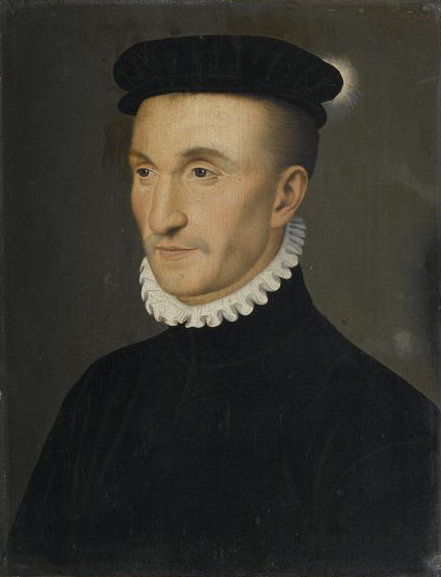
Henri II d'Albret, roi de Navarre.
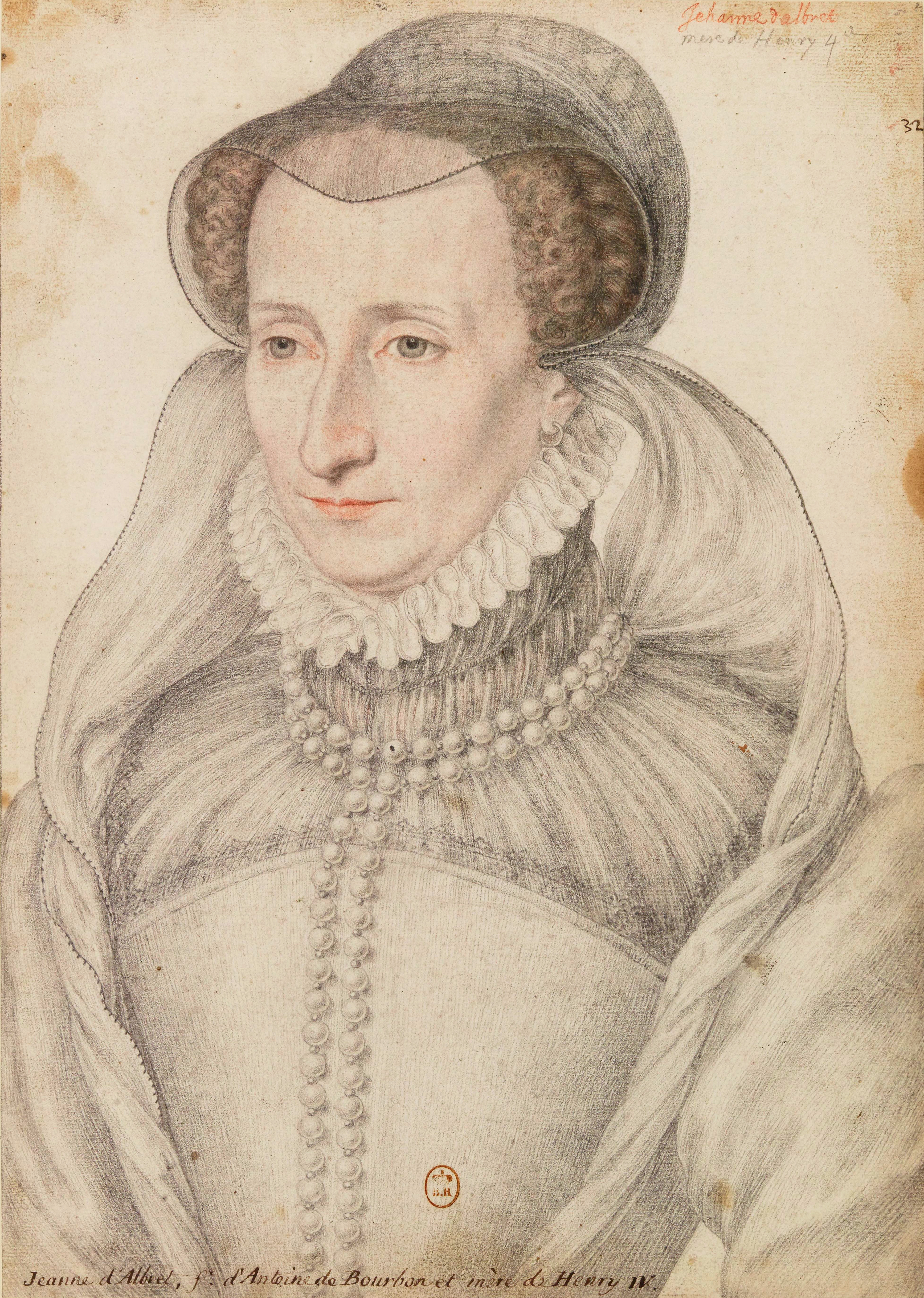
Jeanne d'Albret, reine de Navarre.

Souverain de France et de Navarre issu de la maison d'Albret en ligne féminine
- Henri IV, roi de France et de Navarre

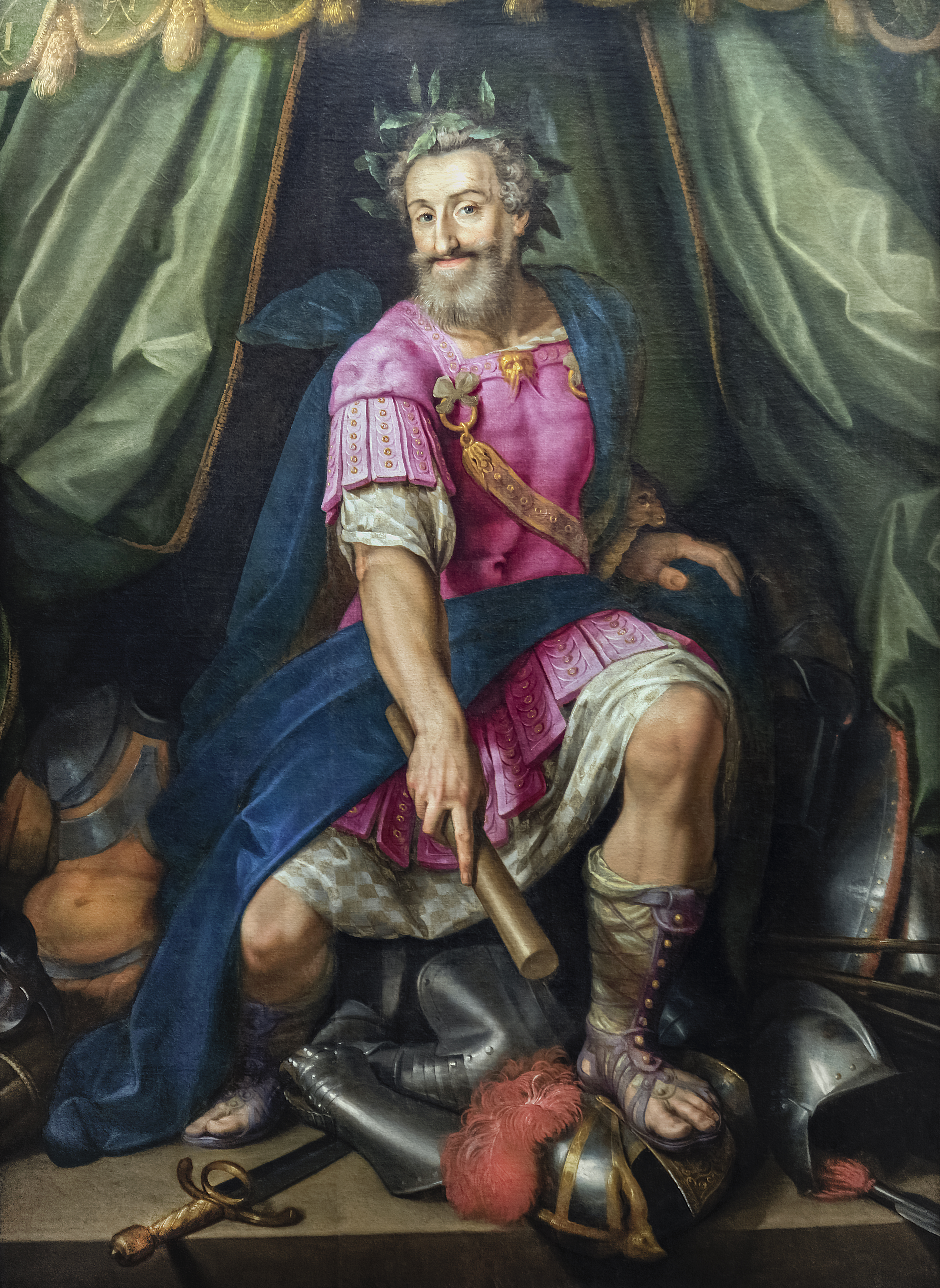
Henri IV, roi de France et de Navarre.

## Généalogie simplifiée
- Amanieu Ier d'Albret (vers 1050)
- Bernard Ez Ier (v. 1079-1097)
- Amanieu II d'Albret (fin XIe siècle)
- Bernard Ez II d'Albret (v. 1110-1120) frère du précédent
- Amanieu III d'Albret (v. 1120-1140), épouse Pérégrine
- Bernard Ez III d'Albret (v. 1130-1140)
- Amanieu IV d'Albret (v. 1150-1175), épouse Adelmodis d'Angoulême
- Amanieu V d'Albret (v. 1175-1240), épouse Assalide de Tartas puis Isabelle de Bergerac
- Amanieu VI d'Albret, fils du précédent, épouse Vianne de Gontaut-Biron puis Mathe de Bordeaux, mère des deux suivants.
- Bernard Ez IV d'Albret (1257/1262-1280), épouse Jeanne de Lusignan.
- Amanieu VII d'Albret (vers 1265-1326), frère du précédent, épouse Rose de Bourg, dame de Vertheuil et de Vayres
  - Amanieu d'Albret (-1309)
  - Mathe d'Albret (1298/1307-1338), mariée le 5 janvier 1309 à Arnaud Raimond III, vicomte de Tartas, remariée en 1314 avec Hélie Rudel II dit Renaud de Pons, seigneur de Pons et de Bergerac, Montignac, Montcucq, Castelmoron et Gensac. Mathe d'Albret acquiert progressivement de son mari les seigneuries de Gensac, Miremont (lieu probablement situé dans la seigneurie de Gensac) et Castelmoron puis celles de Montignac et Montcucq (commune de Pomport) ainsi que de celle de Pujols dans la sénéchaussée de Carcassonne. En 1337/1338, par un accord avec le roi d'Angleterre Édouard III, duc d'Aquitaine, elle acquiert les seigneuries de Montendre, Condat (manoir dans la commune actuelle de Libourne), Labouheyre, le pays de Brassenx, la prévôté de Born et de Mimizan[4]. Cet accord est particulièrement profitable à son frère Bernard Ezi V d'Albret, qui, à la mort de sa sœur Mathe est son héritier et récupère ainsi ces terres des landes de Gascogne situées entre sa seigneurie de Labrit et l'Océan Atlantique, qui entrent définitivement dans le patrimoine des Albret[5].
  - Bernard Ezi (ou Bernard Aiz) V d'Albret (-1358), marié le 31 janvier 1311 à Isabelle de Gironde (-1318), remarié le 22 septembre 1321 à Mathe d'Armagnac, fille de Bernard VI, comte d'Armagnac. D'abord rallié au roi de France comme son père, il s'est rallié au roi d'Angleterre à partir du legs de sa sœur Mathe d'Albret et d'un accord avec le roi Édouard III, le 8 mai 1338. Ce legs a fait entrer dans les biens de la famille d'Albret des seigneuries le long de l'Atlantique[6].
  - Bérard d'Albret, seigneur de Vayres, marié le 2 février 1319 à Guiraude de Gironde, sœur d'Isabelle de Gironde
  - Thomasse d'Albret, dame de Verfeuil, marié après 1314 à Guillaume VIII de Surgères, seigneur de Dampierre-sur-Boutonne
  - Jeanne d'Albret, dame de Ribérac, mariée le 28 janvier 1320 à Renaud V de Pons, seigneur de Ribérac
  - Guitard d'Albret (-1338), vicomte de Tartas, marié le 21 avril 1321 à Mascarose d'Armagnac, fille de Gaston, vicomte de Fézensaguet
  - Marguerite d'Albret
- Arnaud-Amanieu d'Albret (1338-1401), fils de Bernard-Ezy V, marié le 4 mai 1368 à Marguerite de Bourbon (1344-1416)
- Charles Ier d'Albret (1368-1415), connétable de France, il épouse Marie de Sully, veuve de Guy VI de La Trémoïlle
- Charles II d'Albret (1415-1471), épouse Anne d'Armagnac
  - Arnaud Amanieu d'Albret (mort en 1463)
    - Jean d'Albret, gouverneur de Champagne et de Brie
      - Charlotte d'Albret (son portrait) qui épousa Odet de Foix
      - Jacques d'Albret, évêque de Nevers

  - Louis d'Albret (1422-1465), cardinal
- Jean Ier d'Albret (1430-1468), épouse Catherine de Rohan
- Alain d'Albret (1440-1522), épouse Françoise de Châtillon
  - Gabriel d'Albret, seigneur d'Avesnes-sur-Helpe, qui fut fiancé à Isabeau de Bretagne, sœur cadette d'Anne de Bretagne
  - Charlotte d'Albret, dame de Châlus, qui épousa César Borgia en 1500
  - Amanieu d'Albret († 1520), qui devint évêque de Pamiers, de Comminges et de Lescar, puis cardinal
- Jean III de Navarre (1469-1516), fils de la précédente (Alain avec Françoise), épouse Catherine Ire de Navarre, comtesse de Foix, vicomtesse de Béarn, reine de Navarre
  - Pierre d'Albret, fils illégitime de Jean III, diplomate puis évêque de Comminges.
- Henri II de Navarre, fils de Jean III et Catherine de Navarre, comte de Foix, vicomte de Béarn, roi de Navarre (1516-1555), épouse Marguerite de France
- Jeanne III de Navarre, fille du précédent, dame d'Albret, comtesse de Foix, vicomtesse de Béarn, reine de Navarre, épouse Antoine de Bourbon (1555-1572)
- Henri de Bourbon, fils de la précédente, comte de Foix, vicomte de Béarn, roi de Navarre (1572-1610), roi de France (1589-1610), marié en 1572 avec Marguerite de France aussi connu sous le nom de reine Margot, dont le mariage est annulé en 1599 pour permettre son remariage en 1600 avec Marie de Médicis

(...)
- Henri II d'Albret, seigneur de Pons, baron de Miossens, il épouse Anne de Pardaillan de Gondrin, dame d'Escandille. Ils ont pour fils :
- César d'Albret (1614-1676), comte de Miossens, sire de Pons, prince de Mortagne, souverain de Bedeilles, chevalier des ordres du roi, maréchal de France. Il épousa, le 6 février 1645, Madeleine de Guénégaud, fille de Gabriel de Guénégaud, seigneur du Plessis-Belleville, secrétaire d'État à la maison du roi dont il a eu Marie Françoise d'Albret (1650-1692), mariée en 1662 avec son cousin, Charles Amanieu d'Albret, sire de Pons, comte de Marennes, appelé marquis d'Albret, tué au château de Pinon le 6 août 1678, remariée en 1682 avec Charles de Lorraine (1648-1708), comte de Marsan.

## Généalogie détaillée depuis leXVesiècle
- Arnaud-Amanieu d'Albret (1338-1401), épouse en 1368 Marguerite de Bourbon (1344-1416), soeur de la reine de France Jeanne de Bourbon
  - Charles Ier d'Albret (1368-1415), connétable de France, épouse en 1401 Marie de Sully (1365-1410), veuve de Guy VI de La Trémoïlle († 1397)
    - Charles II d'Albret (1415-1471), épouse en 1417 Anne d'Armagnac (1402-1473)
      - Jean Ier d'Albret (1430-1468), épouse en 1447 Catherine de Rohan (1425-1471), fille d'Alain IX de Rohan et veuve de Jacques de Dinan († 1444)
        - Alain d'Albret (1440-1522), épouse en 1470 Françoise de Châtillon (1451-1481), comtesse de Périgord et vicomtesse de Limoges, dont la mère Isabelle de La Tour d'Auvergne se remarie avec Arnaud Amanieu d'Albret, seigneur d'Orval
          -  Jean III de Navarre (1469-1516), épouse en 1484  Catherine Ire de Foix (1468-1517), reine de Navarre
            - Anne d'Albret (1492-1532), infante de Navarre
            - Madeleine d'Albret (1494-1504), infante de Navarre, otage à la cour d'Espagne
            - Catherine d'Albret (1495-1532), infante de Navarre, abbesse de la Trinité de Caen
            - Jean d'Albret (1496-1496), prince de Viane
            - un fils (1498-1498), prince de Viane
            - Quiterie d'Albret (1499-1536), infante de Navarre, abbesse de Montvilliers
            - un fils (1500-1500), prince de Viane
            - André Fébus d'Albret (1501-1503), prince de Viane
            -  Henri II d'Albret (1503-1555), roi de Navarre, épouse le 21 janvier 1527 Marguerite d'Angoulême (1492-1549), soeur du roi de France François Ier, veuve de Charles IV d'Alençon
              -  Jeanne III de Navarre (1528-1572), reine de Navarre, épouse 1) en 1541 Guillaume de Clèves (1516-1592), mariage annulé en 1546, 2) en 1548  Antoine de Bourbon (1518-1562), duc de Vendôme
                -  Henri de Bourbon-Albret (1553-1610), roi de Navarre (Henri III), puis de France (Henri IV)
                - Catherine de Bourbon-Albret (1559-1604), infante de Navarre, épouse Henri de Lorraine, duc de Bar

              - Jean de Navarre-Albret (1530-1530), prince de Viane

            - Bonaventure d'Albret (1504-1512), infant de Navarre
            - Martin Febus d'Albret (1507-1507), infant de Navarre
            - François d'Albret (1508-1512), infant de Navarre
            - Charles d'Albret (1510-1528), infant de Navarre
            - Isabeau d'Albret (1513-1560), infante de Navarre, épouse à Fontainebleau le 16 août 1534 René Ier de Rohan (1516-1552)
            - (illégitime) Pierre d'Albret (1504-1567), évêque de Comminges

          - Gabriel d'Albret († 1503), seigneur d'Avesnes, fiancé à Isabeau de Bretagne (1478-1490), sœur cadette d'Anne de Bretagne
          - Amanieu d'Albret († 1520), évêque de Pamiers, de Comminges et de Lescar, puis cardinal
          - Charlotte d'Albret (1480-1514), dame de Châlus, épouse en 1499 César Borgia (1475-1507), duc de Valentinois
          - Louise d'Albret († 1535), vicomtesse de Limoges, dame d'Avesnes et Landrecies, épouse en 1495 Charles Ier de Croÿ (1455-1527), prince de Chimay
          - Isabelle d'Albret († 1530), épouse en 1494 Gaston II de Foix-Candale (1448-1500)
          - (illégitime) Louis d'Albret († 1569), évêque de Lescar

        - Marie d'Albret, épouse en 1480 Boffille de Juge († 1502), comte de Castres
        - Jeanne Louise d'Albret († 1489), liaison avec Jean II de Bourbon (1426-1488), épouse en 1480 Jacques d'Estouteville (1448-1489)

      - Arnaud Amanieu d'Albret († 1463), seigneur d'Orval, épouse en 1457 Isabelle de La Tour († 1488), fille de Bertrand V, comte d'Auvergne et de Boulogne, veuve de Guillaume de Châtillon-Blois  (1420-1455) et mère de Françoise de Châtillon, épouse en 1470 d'Alain d'Albret
        - Jean d'Albret († 1524), seigneur d'Orval, épouse en 1486 Charlotte de Bourgogne (1472-1500), comtesse de Rethel, fille de Jean de Bourgogne, époux de sa soeur Françoise d'Albret
          - Marie d'Albret (1491-1549), comtesse de Rethel, épouse en 1504 Charles II de Clèves (1491-1521), comte de Nevers
          - Charlotte d'Albret (1495-1527), comtesse de Rethel, épouse Odet de Foix (1485-1528), vicomte de Lautrec
          - (illégitime) Jacques d'Albret († 1540), évêque de Nevers

        - Françoise d'Albret (1454-1521), épouse en 1480 Jean de Bourgogne (1415-1491), comte de Nevers et de Rethel

      - Louis d'Albret (1422-1465), cardinal
      - Gilles d'Albret, seigneur de Castelmoron
        - (illégitime) Étienne d'Albret, épouse en 1510 Françoise de Béarn, baronne de Miossens
          - Jean d'Albret († 1538), baron de Miossens, épouse en 1535 Suzanne de Bourbon-Busset (1515-1570), fille de Pierre de Bourbon-Busset
            - Henri d'Albret († 1598), baron de Miossens, épouse en 1579 Antoinette de Pons (1555-1632)
              - Henri d'Albret († 1650), baron de Miossens, épouse en 1611 Anne de Pardaillan de Gondrin (1591-1629), fille d'Antoine-Arnaud de Pardaillan de Gondrin
                - François Alexandre d'Albret (1612-1648), épouse en 1644 Anne Poussard de Fors (1622-1684) qui, veuve, se remarie en 1649 avec Armand-Jean de Vignerot du Plessis (1629-1715), duc de Richelieu
                  - Charles Amanieu d'Albret (1645-1678), épouse en 1662 sa cousine Marie-Françoise d'Albret (1650-1692), sans postérité

                - César-Phoebus d'Albret (1614-1676), comte de Miossens, maréchal de France, épouse en 1645 Madeleine de Guénégaud († 1648), fille de Gabriel de Guénégaud
                  - Marie-Françoise d'Albret (1650-1692), épouse 1) en 1662 son cousin Charles Amanieu d'Albret (1645-1678), 2) en 1683 Charles de Lorraine, comte de Marsan

      - Jeanne d'Albret (1425-1444), épouse en 1442 Arthur III de Bretagne (1393-1458)
      - Marie d'Albret († 1486), épouse Charles de Bourgogne (1414-1464), comte de Nevers et de Rethel

    - Jeanne d'Albret (1403-1433), épouse en 1422 Jean Ier de Foix (1382-1436), frère de Gaston Ier de Foix-Candale, époux de sa tante Marguerite d'Albret

  - Marguerite d'Albret († 1453), épouse en 1410 Gaston Ier de Foix-Candale (1383-1455)

## Armorial

Armes des premiers sires d'Albret : De gueules plain.
Armes de la maison d'Albret à partir du XIVe siècle : Écartelé de France et d'Albret.
Armes de la branche d'Orval à partir du XVe siècle : Écartelé, au premier et au quatrième de France, au deuxième et au troisième de gueules à la bordure engrêlée d’argent.

## Pour approfondir